# Jejkowice
Jejkowice è un comune rurale polacco del distretto di Rybnik, nel voivodato della Slesia.
Ricopre una superficie di 7,59 km² e nel 2006 contava 3 702 abitanti.